# Sé Velha de Coimbra
A Sé Velha de Coimbra, ou Catedral de Santa Maria de Coimbra como é formalmente designada, localiza-se na freguesia de Almedina, na cidade de Coimbra, em Portugal.
Constitui um dos edifícios em estilo românico mais importantes do país. A sua construção começou em algum momento depois da Batalha de Ourique (1139), quando Afonso Henriques se declarou rei de Portugal e escolheu Coimbra como capital do reino. Na Sé está sepultado D. Sesnando, conde de Coimbra.
A par com a Sé Nova de Coimbra, constitui a sede da Diocese de Coimbra.
A Sé Velha de Coimbra encontra-se classificada como Monumento Nacional desde 1910.

## História
Coimbra (a Emínio da época romana) é sede episcopal desde o século V, sucedendo a vizinha Conímbriga, invadida pelos Suevos em 468. Apesar da longa história, não há notícias precisas sobre a catedral de Coimbra desde a época germânica até a construção da Sé Velha. Em 1139, após a decisiva Batalha de Ourique, Afonso Henriques decide financiar a construção de uma nova catedral, provavelmente devido à anterior estar muito deteriorada. As obras devem ter começado em tempos do bispo Bernardo (m. 1146), mas o impulso definitivo foi dado em 1162 com o bispo D. Miguel Salomão, que ajudou a financiar a construção da catedral.

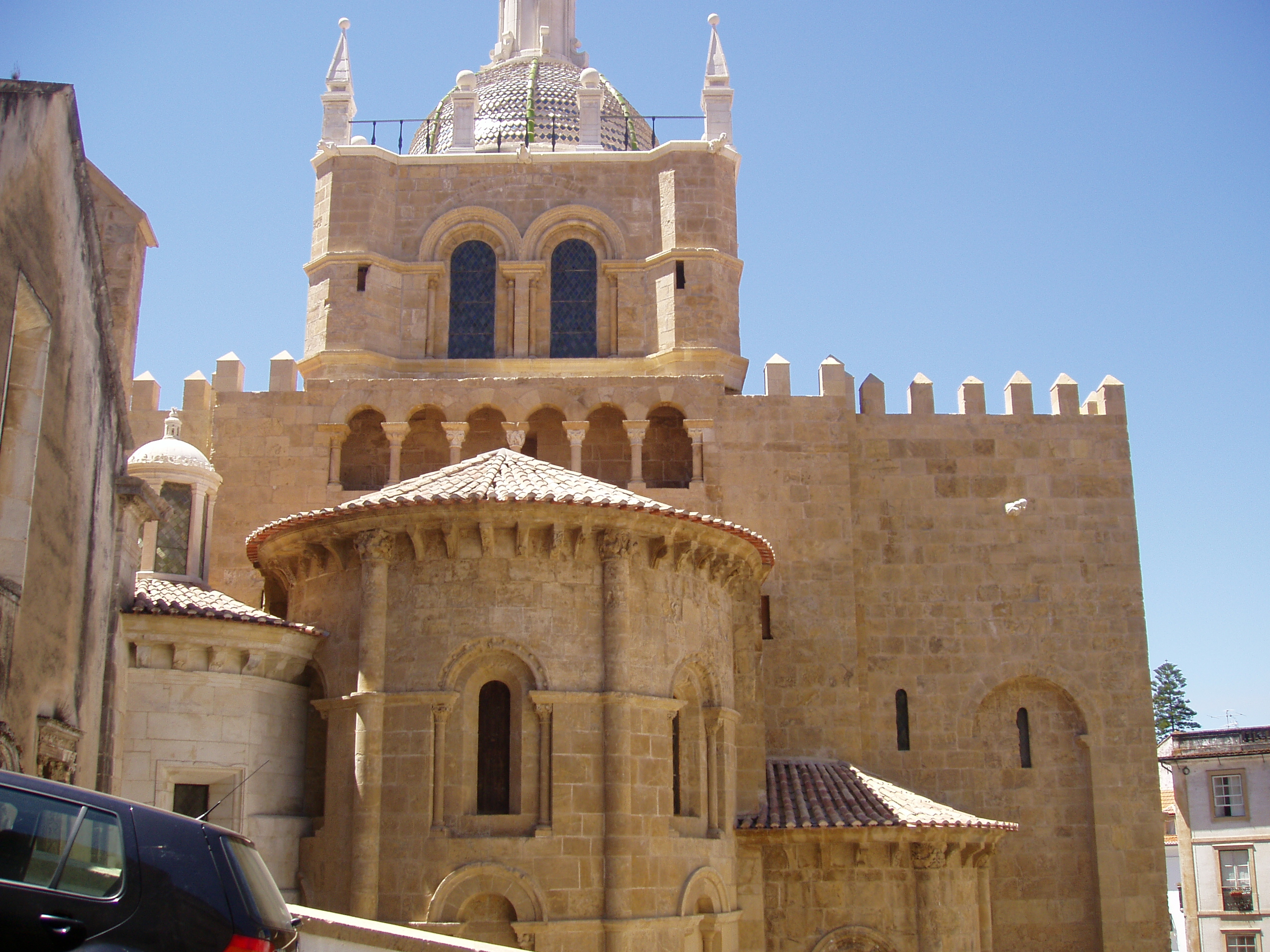
Vista exterior da abside principal (capela-mor) e torre-lanterna românicas da Sé Velha

Em 1182 as obras estavam adiantadas o suficiente para que o bispo Bernudos, sucessor de Miguel Salomão, fosse enterrado na nova Sé e, em 1185, foi coroado ali o segundo rei de Portugal, D. Sancho I. Os trabalhos principais terão terminado no início do século XIII, com as obras do claustro começando por volta de 1218, durante o reinado de D. Afonso II.
Atribui-se o projeto desta Sé românica a mestre Roberto, de possível origem francesa, que dirigia a construção da Sé-Patriarcal de Lisboa na mesma época e visitava Coimbra periodicamente. A direção das obras ficou a cargo de mestre Bernardo, também possivelmente francês, substituído por mestre Soeiro, um arquiteto que trabalhou depois em outras igrejas na diocese do Porto.
Obras importantes ocorreram no século XVI, quando se decoraram as naves com azulejos, se construiu a Porta Especiosa no lado Norte e se modificou o absidíolo Sul, mas o essencial do edifício românico foi mantido.
Em 1772, vários anos após a expulsão dos Jesuítas pelo Marquês de Pombal, a sede episcopal foi transferida por ele para a antiga Igreja Jesuíta (a Sé Nova de Coimbra). Nessa altura o bispo desta diocese, D. Miguel da Anunciação, da família Távora, foi encerrado na prisão sem acusação nem julgamento durante 9 anos, e a Sé-Catedral de Coimbra foi reduzida a uma mera capela e dada à Santa Casa da Misericórdia, depois de ter sido esvaziada do seu rico património e deitado por terra o claustro e dependências anexas.

## Arquitectura

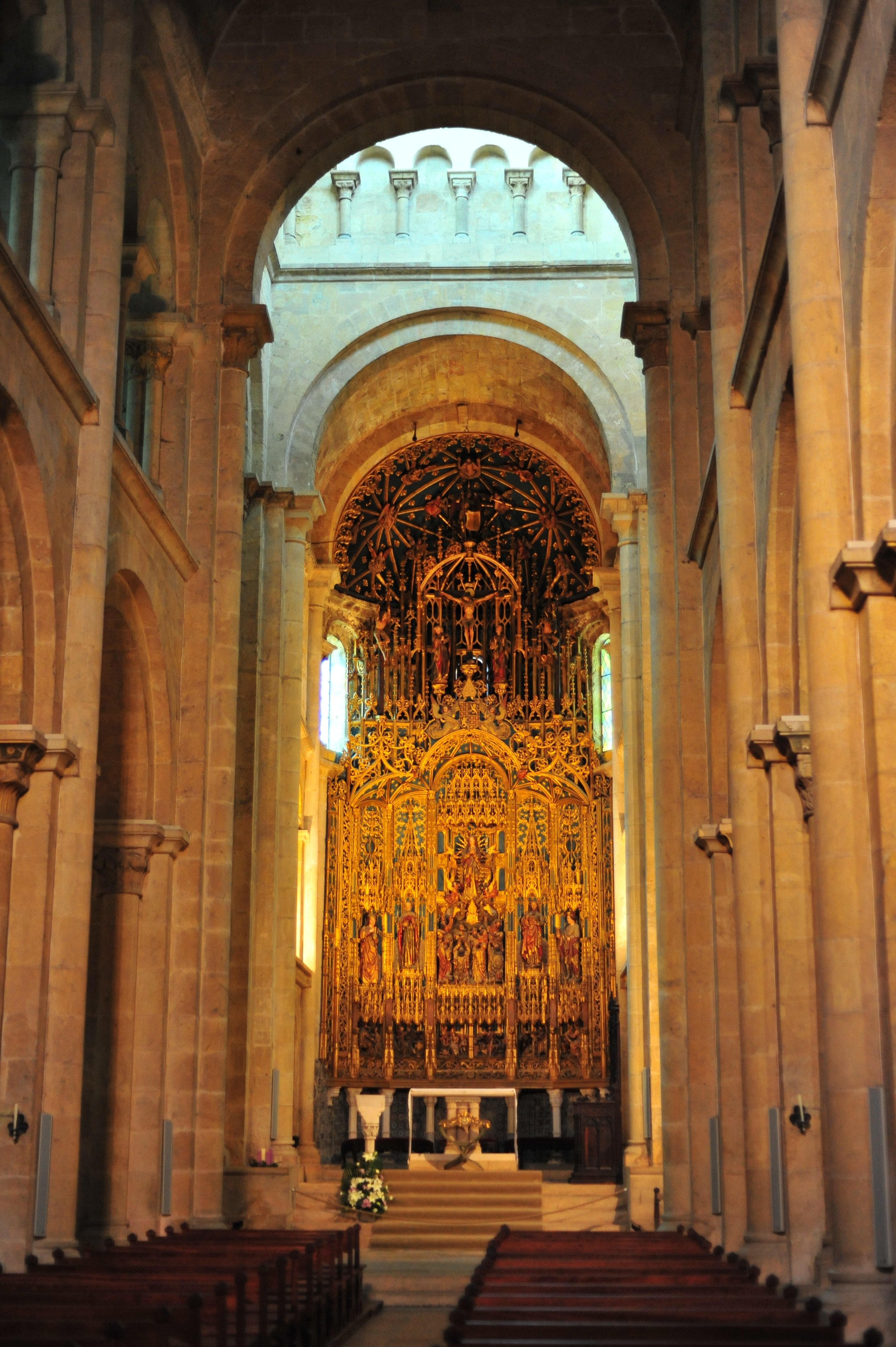
Vista da nave e altar principal gótico

A Sé Velha de Coimbra é a única das catedrais portuguesas românicas da época da Reconquista a ter sobrevivido relativamente intacta até os nossos dias. A Sé Velha e, em menor grau, as Igrejas de Santiago e São Salvador, são expoentes da fase afonsina do românico coimbrão. Outras igrejas da cidade como a do Mosteiro de Santa Cruz e a de São João de Almedina foram muito alteradas e perderam seu carácter românico.
Vista do exterior, a Sé Velha lembra um pequeno castelo, com muros altos coroados de ameias e com poucas e estreitas janelas. A aparência de fortaleza é comum às catedrais da época e explica-se pelo clima bélico da Reconquista. A fachada oeste (principal) tem uma espécie de torre central avançada com um portal de múltiplas arquivoltas e um janelão parecido ao portal. Os capitéis, arquivoltas e jambas do portal e do janelão são abundantemente decorados com motivos românicos com influências árabes e pré-românicas. A fachada é reforçada nos cantos por contrafortes que ajudam a compensar a forte inclinação do terreno. A fachada norte tem dois portais de estilo renascentista, sendo notável a Porta Especiosa, um pórtico de três andares, tipo retábulo, construído na década de 1530 por João de Ruão. Esse portal é uma das principais obras do primeiro renascimento em Portugal. Do lado este observa-se a abside principal românica e os dois absidíolos, sendo que o do lado sul foi modificado em estilo renascentista. Sobre o transepto há uma torre-lanterna quadrangular românica com algumas alterações no século XVIII.

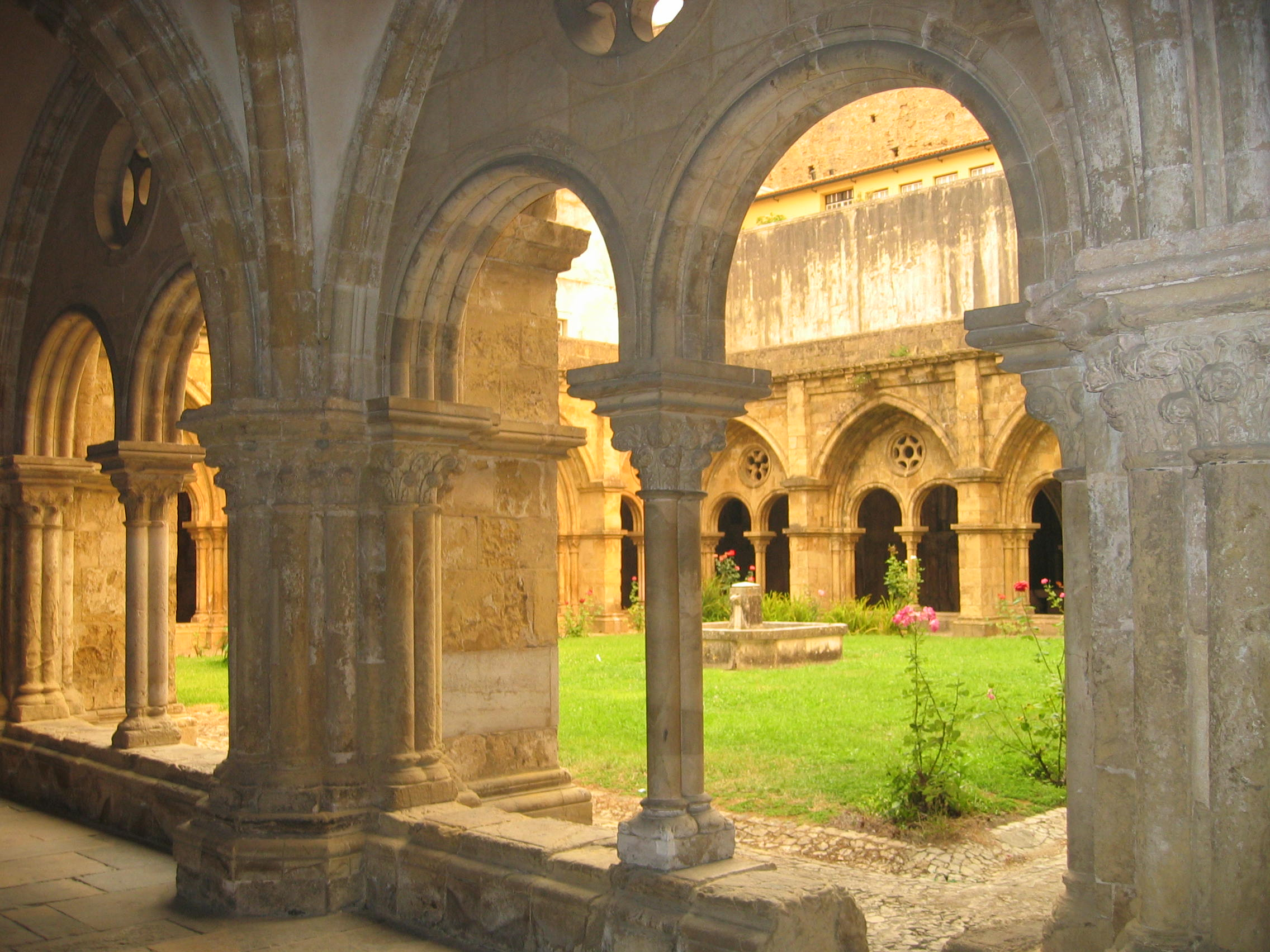
Claustro românico-gótico da Sé Velha

O interior é de três naves e cinco tramos, com o transepto pouco desenvolvido, sendo a cabeceira formada por uma abside e dois absidíolos. A cobertura é feita por abóbada de canhão na nave central e transepto, e por abóbada de aresta nas naves laterais. A nave principal tem um elegante trifório (galeria com arcadas) no segundo piso. Todas as colunas do interior tem capitéis decorados com temas geométricos, vegetalistas ou animalistas. As janelas da torre-lanterna do cruzeiro e o janelão da fachada principal são as principais fontes de luz natural da Sé.
O claustro, construído durante o reinado de Afonso II situa-se na transição para o gótico, encontrando-se no lado sul do templo. Cada face do claustro possui cinco arcos quebrados, envolvendo cada qual um par de arcos geminados de volta perfeita, rasgando-se em cada bandeira uma pequena rosácea decorada com traceria muito simples. Os tramos são quadrados, com as naves abobadadas, sendo so arcos torais ogivais muito apontados e os cruzeiros de volta inteira. Os capitéis dos arcos são de cesto delgado, maijoritariamente com decoração vegetalista. O feito mais interessante de toda a obra são os cantos da quadra: aí dá-se o encontro de duas arcadas góticas que mutuamente se interrompem a meia altura, criando um efeito original.

## Arte

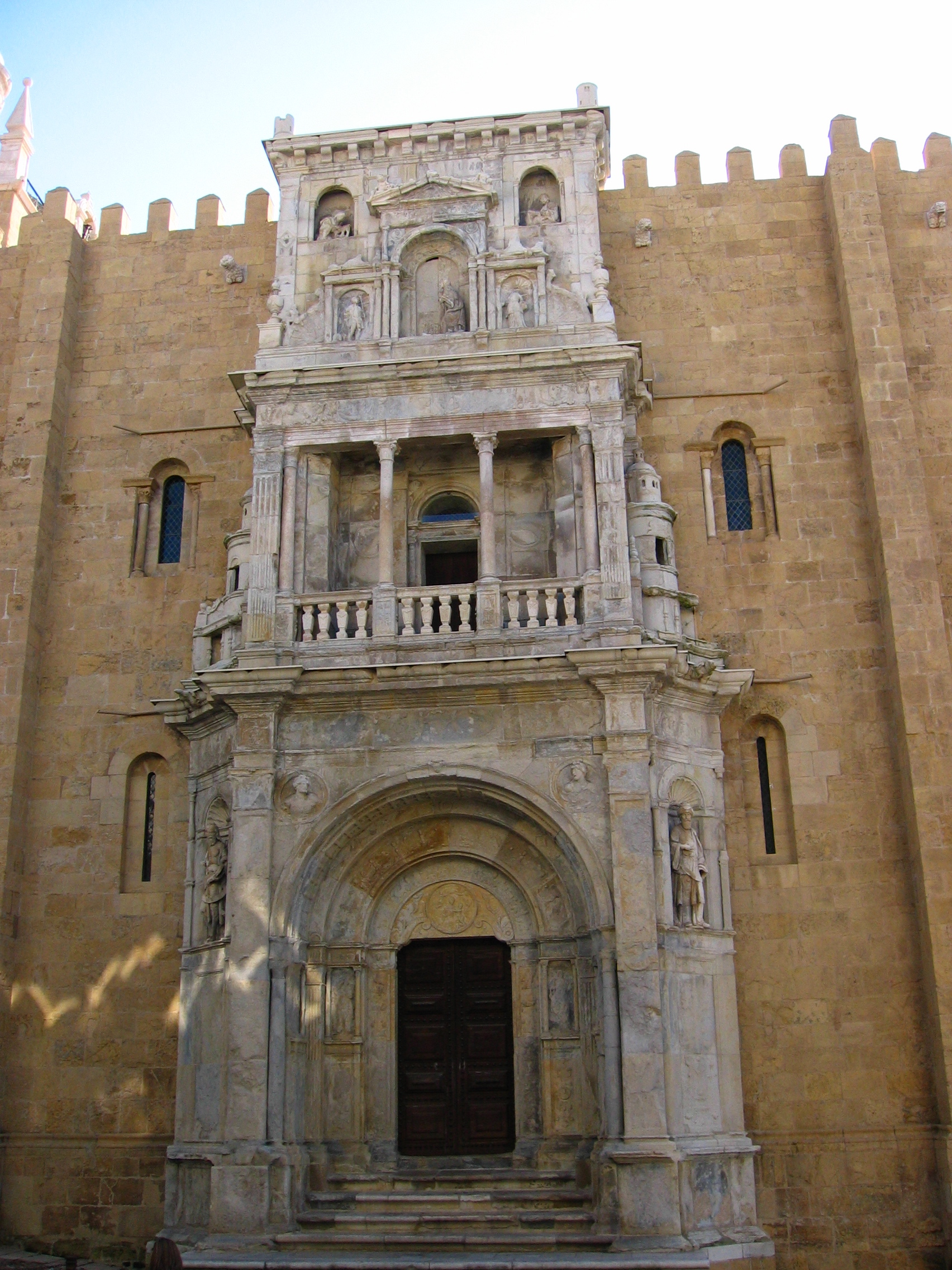
"Porta especiosa" da Sé (1530), portal renascentista por João de Ruão

O aspecto mais notável da decoração românica da Sé Velha é o grande número de capitéis esculpidos (cerca de 380), que a converte em um dos principais núcleos da escultura românica portuguesa. Os motivos são entrelaços geométricos e vegetalistas de influência árabe ou pré-românica, assim como quadrúpedes e aves enfrentadas. Praticamente não há representações humanas, e as passagens bíblicas são inexistentes. A ausência de figuras humanas é, talvez, consequência de os artistas serem moçárabes (cristãos arabizados) que se haviam estabelecido em Coimbra no século XII.
Da época gótica (séculos XIII-XIV) subsistem vários túmulos com estátuas jazentes ao longo das naves laterais, alguns muito erodidos. Um dos mais chamativos é o de D. Vataça Láscaris, uma dama bizantina que veio a Portugal no início do século XIV, acompanhando D. Isabel de Aragão, que vinha casar-se com o rei D. Dinis. Da autoria de Mestre Pero, o túmulo de D. Vataça leva o emblema do Império Bizantino: a águia de duas cabeças, um trabalho escultórico atribuído à oficina de Mestre Pero.
Na virada do século XV para o XVI, o bispo D. Jorge de Almeida promoveu uma grande campanha decorativa. Os pilares das naves e paredes laterais foram recobertos com azulejos hispano-árabes sevilhanos. Estes azulejos, coloridos e com motivos geométricos, foram retirados em uma reforma posterior, mas alguns trechos subsistem em vários pontos da Sé. Outra adição importante foi o retábulo-mor, construído entre 1498 e 1502 pelos entalhadores flamengos Olivier de Gand e Jean d'Ypres em estilo gótico flamejante. Esse retábulo, um intrincado painel com figuras esculpidas que ilustram a história da Virgem e Jesus, ocupa quase todo o espaço da capela-mor românica e é o melhor retábulo de este tipo em Portugal. O altar gótico está apoiado sobre uma mesa de altar românica, contendo inscrições.

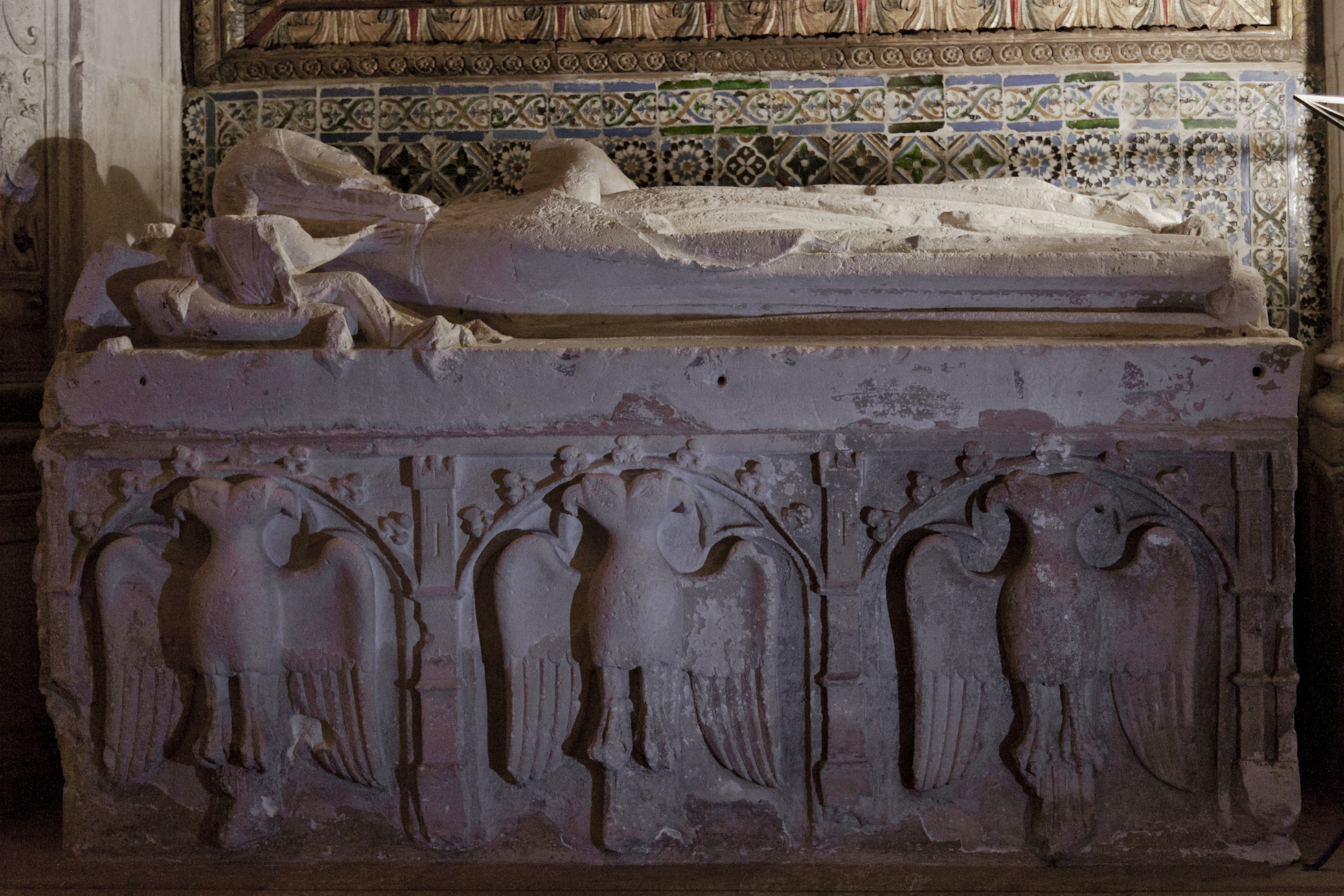
Mestre Pero, Túmulo de Vataça Láscaris, 1336, rodeado de águias bicéfalas, símbolo da nobreza bizantina

O absidíolo Norte (capela de São Pedro), no qual está enterrado em campa rasa o bispo D. Jorge de Almeida, contém um altar renascentista de autoria de Nicolau de Chanterenne. O absidíolo Sul foi totalmente reconstruído em estilo renascentista (terminado cerca de 1566) e tem um magnífico retábulo de pedra com Jesus e os apóstolos, do escultor João de Ruão. Na década de 30 do mesmo século, João de Ruão já havia construído a Porta Especiosa na fachada Norte.
No transepto encontra-se também uma pia batismal gótico-renascentista (cerca de 1520-40), obra do português Diogo Pires o-Moço, originária da Igreja de São João de Almedina. A pia batismal manuelina da Sé Velha se encontra hoje na Sé Nova de Coimbra (antiga Igreja dos Jesuítas).
A Igreja Matriz de São Tiago Maior de Santiago do Cacém está geminada com a Sé Velha de Coimbra desde 2003, em memória sobretudo da amizade que ligava D. Vataça, benemérita desta igreja, à Rainha  Santa Isabel de Aragão;
Foi seu Reitor o Reverendo Cónego, Monsenhor João Evangelista Ribeiro Jorge até ao ano de 2016. Em Setembro de 2016, foi nomeado  Pároco da Sé Velha o Reverendo Cónego Sertório Baptista.